# گرانت ویلیامز
گرانت ویلیامز (انگلیسی: Grant Williams; ۱۸ اوت ۱۹۳۱ – ۲۵ ژوئیهٔ ۱۹۸۵) بازیگر سینما، تئاتر و تلویزیون اهل ایالات متحده آمریکا بود.
از فیلم‌ها یا برنامه‌های تلویزیونی که وی در آن نقش داشته‌است می‌توان به بر باد نوشته، کاناپه و کوچک شدن شگفت‌انگیز مرد اشاره کرد.